# 小行星5405
小行星5405（英語：5405 Neverland）是一颗围绕太阳公转的小行星。1991年4月11日，串田嘉男、村松修在八之岳发现了此天体。
这颗小行星的绝对星等为243.93753等。小行星5405以劇作《彼得潘》的虛構地點夢幻島命名。